# Тосін Адарабіойо
Тосін Адарабіойо (англ. Tosin Adarabioyo, нар. 24 вересня 1997, Манчестер) — англійський футболіст, захисник клубу «Челсі».

## Клубна кар'єра
Народився 24 вересня 1997 року в місті Манчестер. Вихованець футбольної школи клубу «Манчестер Сіті», куди прийшов у п'ятирічному віці. У чотирнадцять років він почав виступати за юнацьку команду клубу (до 18 років), а в шістнадцять — став її капітаном. 
21 лютого 2016 року Тосін дебютував за першу команду «Манчестер Сіті» в кубковому матчі проти «Челсі». У Лізі Чемпіонів його дебют відбувся 24 серпня того ж року в матчі проти «Стяуа».

## Виступи за збірні
З 2012 року виступає у складі юнацької збірної Англії, взяв участь у 15 іграх на юнацькому рівні.

## Особисте життя
Адарабіойо народився в Англії, але має нігерійське походження. Старший брат Тосіна, Фісайо — теж футболіст, вихованець «Манчестер Сіті».

## Досягнення
«Манчестер Сіті»
- Володар Кубка Ліги (2): 2015-16, 2017-18

«Челсі»
- Переможець Ліги конференцій УЄФА (1): 2024-25
- Переможець Клубного чемпіонату світу (1): 2025